# Lernapar
Lernapar (in armeno Լեռնապար?; fino al 1978 Haykakan Pamb/Pamb Armyanskiy - entrambi con il significato di "Pamb armena" per distinguerlo da Sipan, la "Pamb curda" - e Gharakilisa - "chiesa nera") è un comune dell'Armenia di 534 abitanti (2001) della provincia di Aragatsotn.